# Crosa

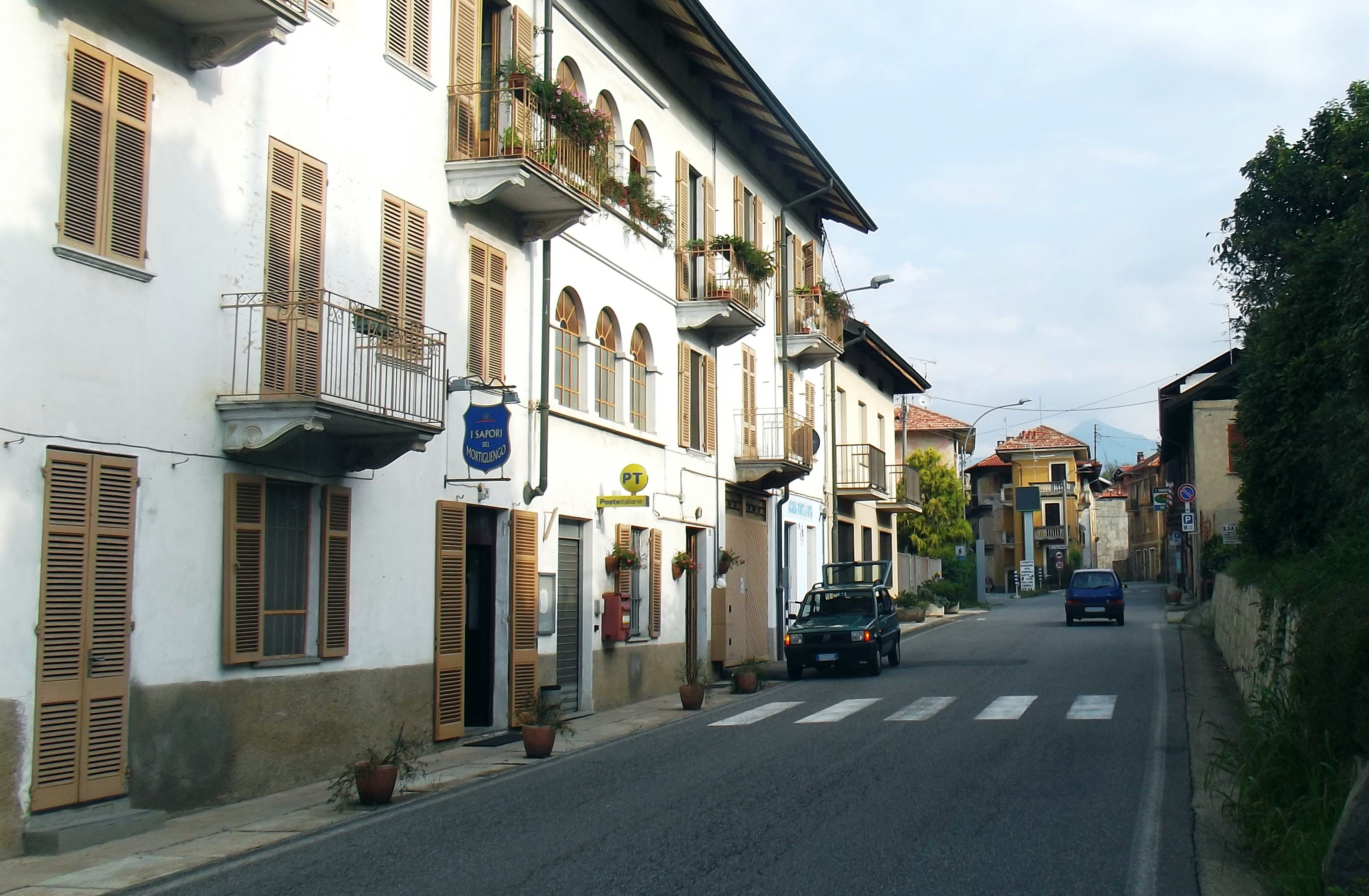
Crosa

Crosa ist eine Fraktion der italienischen Gemeinde Lessona in der Provinz Biella (BI), Region Piemont. Nach Miagliano hatte Crosa das zweitkleinste Gemeindegebiet in der Region Piemont. Mit 13,9 % hatte die Gemeinde Crosa den zweithöchsten Ausländeranteil in der Provinz Biella. Die größte Gruppe stellen die Marokkaner vor Rumänen und Bosniern.
Bei der Gründung des Königreichs Italien 1861 hatte die Gemeinde 492 Einwohner, das Maximum wurde 1881 mit 618 erreicht. Einem Rückgang folgte ein erneuter Anstieg 1911, nach dem Ersten Weltkrieg waren 1921 480 Einwohner registriert. Bis 1961 stieg die Zahl bis auf 602, in den beiden folgenden Jahrzehnten war ein Rückgang um fast 50 % zu verzeichnen.
Die Gemeinde Crosa wurde am 1. Januar 2016 nach Lessona eingemeindet. Sie hatte zuletzt 325 Einwohner (Stand 31. Dezember 2015) auf einer Fläche von 0,96 km². Die Gemeinde gehörte der Comunità Montana Prealpi Biellesi an. Die Nachbargemeinden waren Casapinta, Cossato, Lessona und Strona.